# 신태희
신태희(2005년 9월 10일 ~ )은 대한민국의 농구 선수이다. 한국여자프로농구(WKBL) 부천 하나원큐 소속으로 포지션은 포워드이다.

## 경력
2023년 9월에 열린 2023-2024 WKBL 신입선수 선발회에서 2라운드 5순위(전체 11순위)로 부천 하나원큐에 지명되었다.